# CAT Telecom Futsal Club
Der CAT Telecom Futsal Club (Thai:สโมสรฟุตซอลแคท เทเลคอม) ist ein 2006 gegründeter professioneller thailändischer Futsalverein aus der Hauptstadt Bangkok, der in der Thailand Futsal League, der höchsten thailändischen Spielklasse, spielt. Der Verein ist auch unter dem Namen Orange Eagles bekannt.

## Erfolge
- Thailändischer Vizemeister: 2009

## Stadion
Der Verein trägt seine Heimspiele im NT Chaengwattana Indoor Stadium in Bangkok aus.